# Annouville-Vilmesnil
Annouville-Vilmesnil település Franciaországban, Seine-Maritime megyében. Lakosainak száma 449 fő (2022. január 1.). Annouville-Vilmesnil Daubeuf-Serville, Angerville-Bailleul, Bec-de-Mortagne, Bretteville-du-Grand-Caux, Grainville-Ymauville és Mentheville községekkel határos.

## Népesség
A település népességének változása:
| Lakosok száma | 549  | 506  | 491  | 477  | 471  | 467  | 461  | 455  | 449  |
|               | 2013 | 2015 | 2016 | 2017 | 2018 | 2019 | 2020 | 2021 | 2022 |